# 蒋诗萌
蒋诗萌（1989年10月—），中国女喜剧演员，毕业于北京电影学院，代表作品有《我要上乡七》、《跨界喜剧王》等。2014年，参演央视春晚小品《我就这么个人》。